# The Jester (Hacktivista)
The Jester (en Idioma inglés El Bufón, conocido con la escritura leetspeak th3j3st3r) es un autoproclamado hacktivista de sombrero gris.  Afirma ser responsable de ataques a WikiLeaks y sitios web islamistas. Afirma estar actuando por patriotismo estadounidense.

## Identidad
The Jester ha declarado que fue un soldado y había servido en Afganistán y otros sitios. Un exagente de defensa afirmó que The Jester era un ex-contratista militar involucrado en proyectos del Comando de Operaciones Especiales de EE. UU.

## Actividades
El 1 de enero de 2010, The Jester inicio una campaña contra sitios web yihadistas. Su primer objetivo fue alemarah.info, que fue el sitio web de los talibanes en ese entonces. The Jester publicó varios tuits afirmando ser responsables del tiempo de inactividad que estaba experimentado en Wikileaks.
El 29 de diciembre de 2010, alguien que decía ser "El Bufón" declaró que había sido allanado por los EE. UU. e intento solicitar dinero para los honorarios legales. The Jester pretendió que la persona era un impostor, aunque los escritores de InfoSecIsland creen que el engaño fue creado por el mismo Bufón.
En febrero de 2011, The Jester se atribuyó el mérito de un ataque DoS en varios sitios pertenecientes a la Iglesia Bautista de Westboro por celebrar la muerte de militares estadounidenses homosexuales.
En junio de 2011, The Jester se comprometió a encontrar y exponer a los miembros de LulzSec. Intentó obtener y publicar información de identificación personal de miembros clave dentro del grupo, a quienes describió como "infantiles". En marzo de 2011, Barrett Brown dijo que The Jester estaba tratando de identificar a miembros de Anonymous con Backtrace Security, un grupo de exmiembros de Anonymous que no estaban de acuerdo con el actual Anónimo. El 24 de junio de 2011, afirmó incorrectamente haber revelado la identidad del líder de LulzSec, Sabu, como un consultor de tecnología de la información posiblemente de la Nueva York. En julio del mismo año, acusó falsamente a un profesional de TI portugués de ser también Sabu, lo que hizo que las afirmaciones de The Jester se consideraran sospechosas.
 Sin embargo, en una publicación en su blog en noviembre de 2011, The Jester se retractó de sus identificaciones anteriores para "Sabu", emitió una disculpa e identificó correctamente a "Sabu" como Héctor Xavier Monsegur, de 28 años, de Nueva York. 
La identidad de Sabu se confirmó el 6 de marzo de 2012, cuando el FBI arrestó a Monsegur y se reveló que había estado actuando como informante del FBI mientras tanto.

El 5 de marzo de 2012, The Jester, cambió el avatar de su cuenta de Twitter de su icono característico de bufón a un código QR sin comentarios ni explicaciones. Escanear un código QR redirige un navegador a un sitio web. Escanear el ícono de The Jester condujo a una URL donde tenía una imagen de su ícono de Jester característico y un código oculto incrustado que supuestamente explotaba una vulnerabilidad que afecta a Safari, Chrome y navegadores Android. "Cuando alguien escaneaba el código QR original usando un iPhone o dispositivo Android, su dispositivo silenciosamente hacía una conexión TCP shell de vuelta a mi servidor remoto", escribió The Jester, Sin embargo, esto fue expuesto como falso. y el exploit fue robado de un aviso de CVE de 2 años de antigüedad.
El 14 de mayo de 2012, la cuenta de Twitter de The Jester parecía haber sido eliminada, junto con todas las publicaciones en su blog WordPress. Sin embargo, la cuenta de Twitter y el blog de WordPress se desactivaron temporalmente y posteriormente se restauraron el 16 de mayo de 2012.
El 2 de julio de 2013, Jester asumió la responsabilidad de una serie de ciberataques DoS contra la bolsa de valores de Ecuador y el sitio web de turismo del país, y prometió atacar a cualquier otro gobierno que esté considerando otorgar asilo al filtrador de la NSA Edward Snowden. En tuits, The Jester también aludió a un plan para tomar el control de las alarmas contra incendios en la embajada ecuatoriana en Londres, lo que obligaría al fundador de WikiLeaks Julian Assange a pisar suelo británico y enfrentar una posible extradición a Suecia para enfrentar cargos de agresión sexual.
El 21 de octubre de 2016, Jester asumió la responsabilidad de "desfigurar" el sitio web oficial del Ministerio de Relaciones Exteriores de Rusia. Más tarde se demostró que el "truco" era falso.